# Bufonaria cristinae
Bufonaria cristinae is een slakkensoort uit de familie van de Bursidae. De wetenschappelijke naam van de soort is voor het eerst geldig gepubliceerd in 1989 door Parth.